# Dirty Picture
Dirty Picture – trzeci singel brytyjskiego piosenkarza Taio Cruza z jego drugiego albumu studyjnego Rokstarr, nagrany z udziałem Ke$hy. Utwór został wydany 5 kwietnia 2010 roku.

## Lista utworów
- Dirty Picture (Feat. Kesha) - EP[1]

1. "Dirty Picture"  (Feat. Kesha)  – 3:40
2. "Dirty Picture" (Clean Version)  – 3:14
3. "Dirty Picture" (Wizzy Wow Remix) (Feat. Kesha and Scorcher)  – 3:45
4. "Dirty Picture" (RedTop Extended Remix) (Feat. Kesha)  – 5:23

- Dirty Picture (The Remixes) (Feat. Kesha) - EP[2]

1. "Dirty Picture" Remix (Feat. Kesha and Fabolous)  – 3:41
2. "Dirty Picture" (Wizzy Wow Remix) (Feat. Kesha and Scorcher)  – 3:45
3. "Dirty Picture" (RedTop Extended Remix) (Feat. Kesha)  – 5:23
4. "Dirty Picture" (Paul Thomas Remix) (Feat. Kesha)  – 3:37

- Dirty Picture (The Remixes) (Feat. Kesha)[3]

1. "Dirty Picture" (Dave Audé Radio) (Feat. Kesha)  – 3:53
2. "Dirty Picture" (Jason Nevins Radio Edit) (Feat. Kesha)  – 3:34
3. "Dirty Picture" (Dave Audé Club) (Feat. Kesha)  – 7:54
4. "Dirty Picture" (Jason Nevins Club) (Feat. Kesha)  – 6:54
5. "Dirty Picture" (Jump Smokers Extended Mix) (Feat. Kesha)  – 5:13
6. "Dirty Picture" (Dave Audé Dub) (Feat. Kesha)  – 6:10
7. "Dirty Picture" (Jason Nevins Dubstramental) (Feat. Kesha)  – 6:54
8. "Dirty Picture" (Jump Smokers Instrumental) (Feat. Kesha)  – 4:21

## Notowania
| Notowanie (2010)          | Pozycja na liście |
| ------------------------- | ----------------- |
| ARIA Charts               | 16                |
| Canadian Hot 100          | 49                |
| Eurochart Hot 100 Singles | 25                |